# Петухов, Иван Дмитриевич
Иван Дмитриевич Петухов (1919—1965) — советский военнослужащий, командир батальона 78-го гвардейского стрелкового полка (25-я гвардейская стрелковая дивизия, 6-я армия, 3-й Украинский фронт), гвардии капитан. Герой Советского Союза (1943).

## Биография
И. Д. Петухов родился 14 августа 1919 года в деревне Слобода ныне Краснинского района Смоленской области в семье крестьянина. Русский. Окончил неполную среднюю школу, работал в колхозе. В 1936 году переехал в деревню Губино, ныне Гагаринского района, окончил школу механизаторов. Работал трактористом на Воробьёвской МТС.
В 1939 году был призван в Красную Армию. Служил в бронетанковых войсках механиком-водителем танка. Принимал участие в советско-финской войне 1939—1940 годов.

### Участие в Великой Отечественной войне
С августа 1941 года И. Д. Петухов участвовал в боях с немецкими войсками. В 1942 году окончил Калинковичское военное пехотное училище, эвакуированное в город Вышний Волочёк, ныне Тверской области. В том же 1942 году вступил в ВКП(б). С мая 1942 года снова участвовал в боях. В возрасте 21 года гвардии лейтенант Петухов был назначен командиром батальона 78-го гвардейского стрелкового полка 25-й гвардейской стрелковой дивизии 6-й армии Юго-Западного (впоследствии, 3-го Украинского) фронта.
Во время Третьей битвы за Харьков, батальон Петухова в составе своего полка оборонял ключевой населённый пункт Тарановка Харьковской области. За полторы недели боёв защитники села уничтожили 30 немецких танков и бронемашин и свыше 100 пехотинцев. Особенно в том бою отличился взвод лейтенанта Широнина, всем бойцам которого было присвоено звание Героя Советского Союза. Гвардии лейтенант Петухов в ходе боя был тяжело ранен, но отказался покидать позиции. В госпиталь его увезли насильно. За участие в том бою И. Д. Петухов был награждён орденом Александра Невского.
В ночь на 26 сентября 1943 года батальон под командованием гвардии капитана Петухова вместе с другими подразделениями полка форсировал Днепр в районе села Войсковое (Солонянский район Днепропетровской области) и овладел плацдармом. В боях за расширение плацдарма за трое суток непрерывных боёв батальон отбил более 20 контратак врага. Гвардии капитан Петухов личным примером воодушевлял бойцов и командиров на выполнение боевой задачи. Он не покидал передовых траншей, с автоматом в руках водил бойцов в контратаки и участвовал в рукопашных схватках.
23 октября советские войска перешли в наступление. После мощной артиллерийской подготовки оборона противника была прорвана, и батальон Петухова стал стремительно продвигаться вперёд. Обходя вражеские узлы сопротивления и уничтожая их атаками с тыла, гвардейцы с боями прошли десятки километров, уничтожив до 400 солдат и офицеров, захватив 15 орудий, 12 миномётов и склад с зерном.
Указом Президиума Верховного Совета СССР от 22 февраля 1944 года «за образцовое выполнение заданий командования в борьбе против немецко-фашистских захватчиков и проявленные при этом мужество и героизм» Петухову Ивану Дмитриевичу было присвоено звание Героя Советского Союза с вручением Ордена Ленина и медали «Золотая Звезда» (№ 2508).
И. Д. Петухов находился на фронте до последнего дня войны. За четыре года получил шесть ранений, но всякий раз возвращался в строй.

### После войны
В 1945 году И. Д. Петухов окончил курсы «Выстрел». С 1961 полковник Петухов — в запасе. Жил в городе Кременчуг Полтавской области. Скончался 22 августа 1965 года. Похоронен на кладбище посёлка Дергачи в Севастополе.

## Награды
- Медаль «Золотая Звезда».
- Орден Ленина.
- Орден Красного Знамени.
- Орден Александра Невского.
- Орден Богдана Хмельницкого 2-й степени.
- Орден Красной Звезды.
- Медали.